# Giovanni Pierluigi da Palestrina
« Palestrina » redirige ici. Pour les autres significations, voir Palestrina (homonymie).
Giovanni Pierluigi da Palestrina, né à Palestrina (États pontificaux) près de Rome, vers 1525 et mort le 2 février 1594 à Rome, est un compositeur italien de la Renaissance.

## Biographie

### Jeunesse et formation

#### Naissance de Giovanni et mort de la Donna Iacobella
Ni l'année ni le jour exacts de la naissance de Pierluigi ne sont connus,. L'acte en présence du notaire rédigé à la mort de la « Donna Iacobella », grand-mère paternelle de Giovanni, constitue la première mention faite du nom de l'enfant, ainsi que la première indication concernant les membres de la famille Pierluigi. Il est daté du 22 octobre 1527 — sans doute Giovanni est-il né depuis peu — et dicte, en présence de sept témoins, le partage des biens de Iacobella entre ses quatre enfants Francesco, Sante, Nobilia et Lucrezia, sa bru Palma, ses sœurs Perna et Geronima, en enfin son petit-fils Giovanni. Parmi les biens légués figure le nombre important de quinze matelas, ce qui laisse supposer que Iacobella louait des chambres à des voyageurs et que les témoins n'étaient que de simples clients. De ce partage, Giovanni reçoit dix pièces de vaisselle d'étain et un matelas ; Sante, le père de Giovanni, deux couvertures de lit ; sa bru Palma, enfin, hérite de sa cape de deuil. Francesco et Sante reçoivent également la maison de Palestrina, sous réserve de verser treize ducats à leur sœur Nobilia et vingt-sept à leur sœur Lucrezia. Les deux frères s'engagent également à tester en faveur de leurs sœurs et vice-versa. Le nom de l'époux de Iacobella, Pierluigi, fait désormais office de nom de famille et sera transmis comme tel aux fils, petit-fils et arrière-petits-fils.
En l'absence de documents, les spécialistes du musicien fixent la date de sa naissance aux environs de 1525. Il naît à Palestrina, petite ville proche de Rome la capitale, sous l'épiscopat du cardinal florentin Lorenzo Pucci, nommé en 1524. Le testament de Iacobella permet de déduire qu'il est l'aîné de la famille. Son enfance est imprégnée de la religion : les membres de sa famille font partie de confréries, alors nombreuses à Palestrina, et la proche capitale est tout juste sortie du Moyen Âge, où société et religion sont encore étroitement liées.

#### Enfant de chœur à Sainte-Marie-Majeure

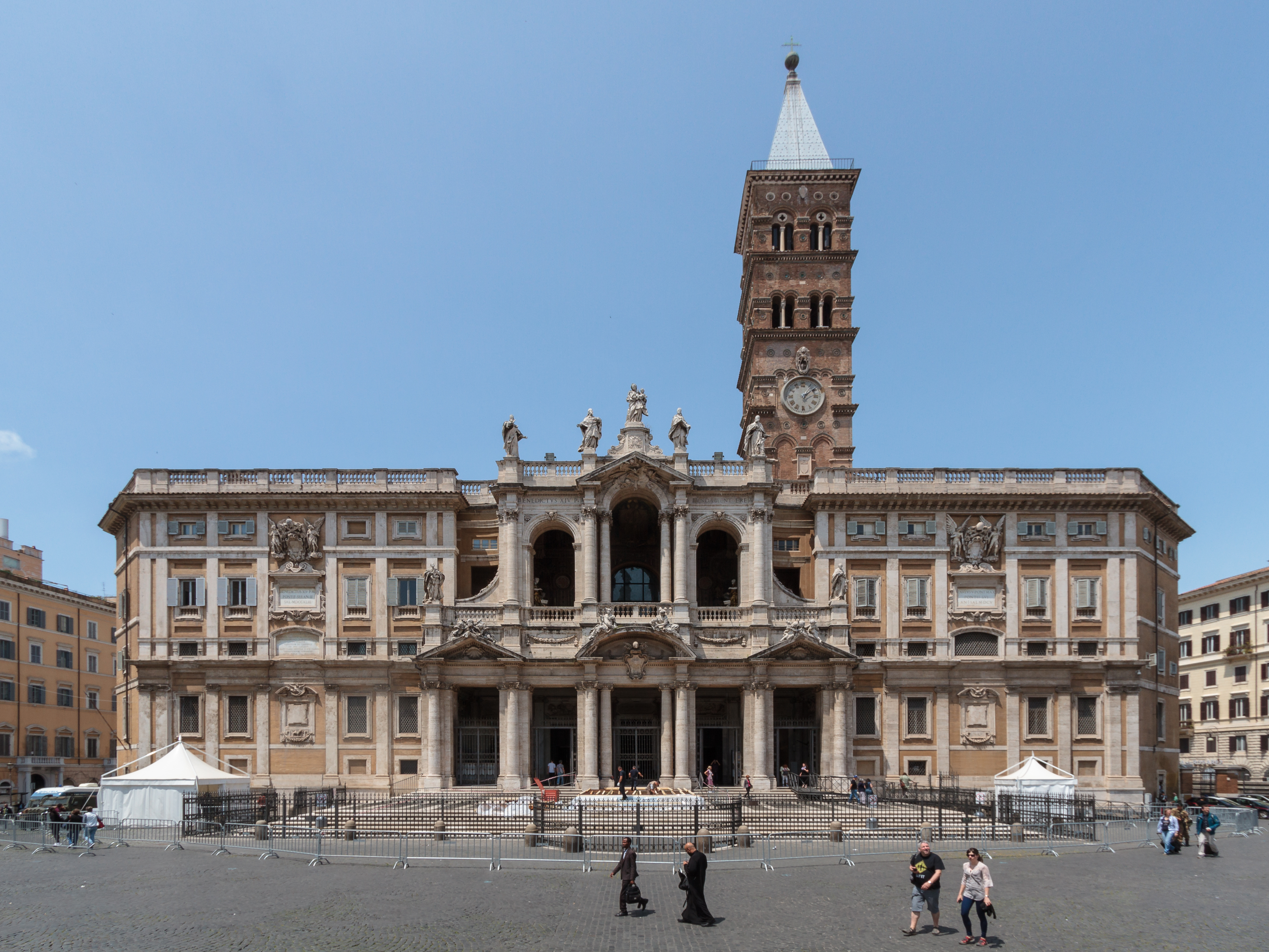
Façade de la basilique Sainte-Marie-Majeure, à Rome.

En janvier 1536, sa mère meurt : Giovanni a dix ou onze ans. Peut-être l'enfant se trouve-t-il encore à Palestrina ou est-il déjà à Rome comme puer cantor à la basilique Sainte-Marie-Majeure. Deux histoires existent quant à la façon dont on aurait découvert des capacités musicales à Giovanni : l'une prétend que le maître de chapelle de Sainte-Marie-Majeure l'aurait entendu chanter sur la route qu'il empruntait souvent pour aller de Palestrina à Rome, et aurait décidé de le former au chant, séduit par sa voix ; la seconde veut que lors d'un concert, le maître de chapelle aurait remarqué « la justesse avec laquelle l'enfant accompagn[ait] de la tête la cadence de la mélodie » et l'aurait alors fait venir à lui pour l'instruire « avec un tel profit que bientôt Giovanni devient un exemple pour tous ». Une troisième histoire, qui tient plus clairement de la légende, prétend qu'un riche Espagnol de passage à Palestrina aurait été frappé par les dons musicaux de Giovanni et aurait aussitôt alerté ses parents.
Il est possible que Giovanni ait eu l'occasion, à Palestrina, de se familiariser avec la musique, et qu'il s'y soit fait remarquer, bien que la présence de la liturgie musicale à la cathédrale de Palestrina avait été réduite au strict minimum et que la présence d'un chœur professionnel semble exclue. Quoi qu'il en soit, un contrat établi dans la sacristie de Sainte-Marie-Majeure entre les représentants de l'église et le maître de chapelle Giacomo Coppola, daté du 25 octobre 1537 (le pape Paul III règne depuis trois ans), stipule que le logement, la nourriture et l'habillement devront être assurés à six enfants chanteurs dont le second des six, inscrits sur la liste par ordre d'ancienneté, est « Ioannem de Pelestrina ». Ni ce document ni ceux plus tardifs n'indiquent depuis quand Giovanni étudiait à l'école des petits choristes de l'église, mais il est possible qu'il y entra vers 1533, les enfants y étant généralement admis entre six et huit ans, jusqu'à l'âge de la mue qui survenait entre quatorze et seize ans. Dans les archives de Palestrina, publiées sous forme d'annales en 1795, de curieux mémoires d'un certain Pietroantonio Petrini indiquent : « En 1540 environ, un de nos concitoyens, répondant au nom de Giovanni Pierluigi, se rendit à Rome pour y étudier la musique ». Cette année-là, Giovanni devait avoir environ quinze ans et avoir déjà fini ses études à Sainte-Marie-Majeure.
La nature de l'enseignement dispensé à Sainte-Marie-Majeure est renseignée par un contrat passé entre le père d'un enfant nommé Pompeo, âgé de sept ou huit ans, et la basilique ; le père s'engage à laisser son enfant pendant six ans à la responsabilité du vicaire général et au service de la basilique, où il participera comme chaque enfant à la liturgie complète. Il y sera « bien traité », nourri, vêtu, chaussé et instruit en grammaire et en chant. L'enfant ne peut être repris sans reverser à l'église la totalité des dépenses relatives à son entretien et à son instruction. Les études musicales traitent du chant grégorien et polyphonique ainsi que des connaissances théoriques nécessaires à leur pratique, du contrepoint, de la composition et de l'orgue, dont l'étude est obligatoire. Giovanni est hébergé avec cinq autres enfants dans les dépendances de l'église où vit leur professeur de musique et maître de chapelle Giacomo Coppola (qui possède, pour une raison inconnue, le simple titre d'« assistant » des enfants), comme c'était habituellement le cas. Un jeune garçon qui savait chanter correctement et déchiffrer sa propre partie était directement admis dans le chœur de la chapelle, composé de basses, ténors contralti et soprani adultes, et participait également à la psalmodie grégorienne lors des fêtes solennelles, liée aux différentes parties de l'office chantées par les chanoines. Parmi les maîtres de Giovanni figurent probablement Firmin Lebel, qui dirigera plus tard la chapelle de Saint-Louis-des-Français.

#### Maître de chapelle à Saint-Agapit

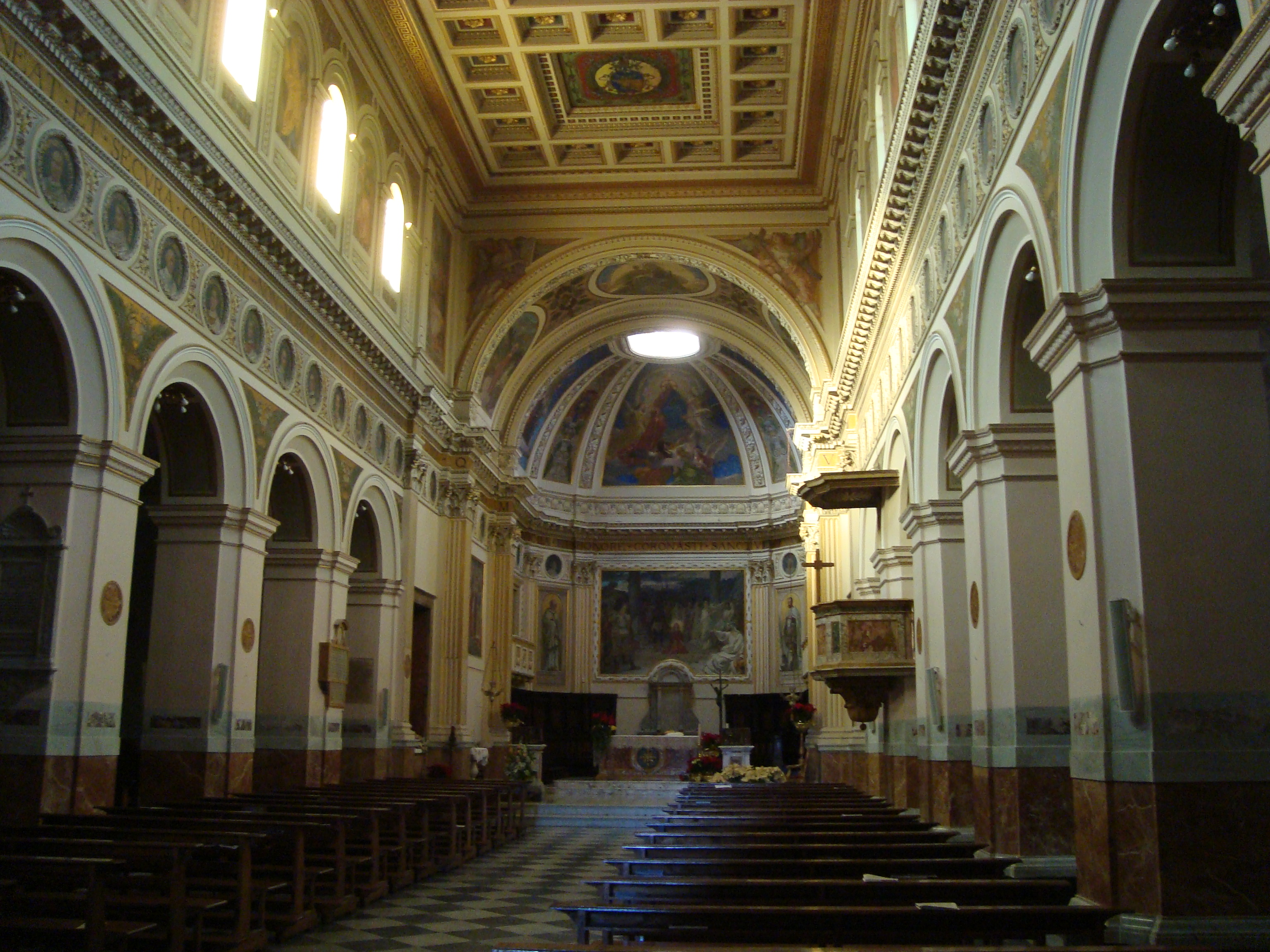
Intérieur de la cathédrale de Saint-Agapit.

À la suite de la mort du Vénitien Francesco Corner, seniore, le 1er octobre 1543, le Romain Giovanni Maria Ciocchi del Monte est élu le 5 au siège de l'évêché. Grand amateur de musique et très attiré par les arts en général, il est peut-être à l'origine de la nomination officielle de Giovanni, le 25 octobre 1544, au poste d'organiste de la cathédrale Saint-Agapit et d'instructeur des chanoines, et éventuellement des enfants en remplacement d'un chanoine qui serait empêché. Avant l'arrivée de Giovanni Pierluigi, le vieux maître de chapelle Ludovico de Sonnino se contentait d'accompagner chaque jour les chanoines dans la psalmodie grégorienne de l'office divin, mais à son arrivée on pensa hausser le niveau des exécutions polyphoniques. En plus de sa charge d'enseignant, il doit faire « sonner l'orgue » les jours de fête solennelle et se charger quotidiennement de la partie chorale de la messe, des vêpres et des complies. Son salaire est identique à celui des chanoines, qui, par ailleurs, lui jurent de leur loyauté.
En 1547, Giovanni se marie à une Prénestine nommée Lucrezia. Le contrat de mariage est signé le 12 juin par le père de Giovanni, Sante, et par les deux beaux-frères de Lucrezia, qui est orpheline. Il précise qu'elle apporte en dot cent florins, qui proviennent de l'héritage paternel. La cérémonie religieuse se fait à Saint-Agapit et l'échange des anneaux chez la mariée, où le mariage est officiellement prononcé. Le 7 novembre suivant est dressée la liste de ses biens, second contrat sur lequel apparaît pour la première fois le diminutif familier de « Giannetto » inscrit par le notaire pour désigner Giovanni : ce diminutif sera présent tout au long de sa vie,. Enfin, le troisième acte du contrat matrimonial, qui partage les biens entre les héritiers, est signé le 16 novembre. Lucrezia reçoit en héritage une petite entreprise de tannage, deux terrains exemptés d'hypothèques et d'impôts, ainsi qu'un pré et une vigne.
L'activité musicale de Giovanni Pierluigi dans la ville n'est pas connue avec exactitude. Probablement assumait-il régulièrement ses fonctions d'organiste car les livres de comptes signalent à la fin de novembre 1547 le remplacement d'un ou de plusieurs « souffleurs » par un nouveau préposé à qui sont assurés emploi et paiement réguliers.

#### Maître de chapelle à Saint-Pierre de Rome

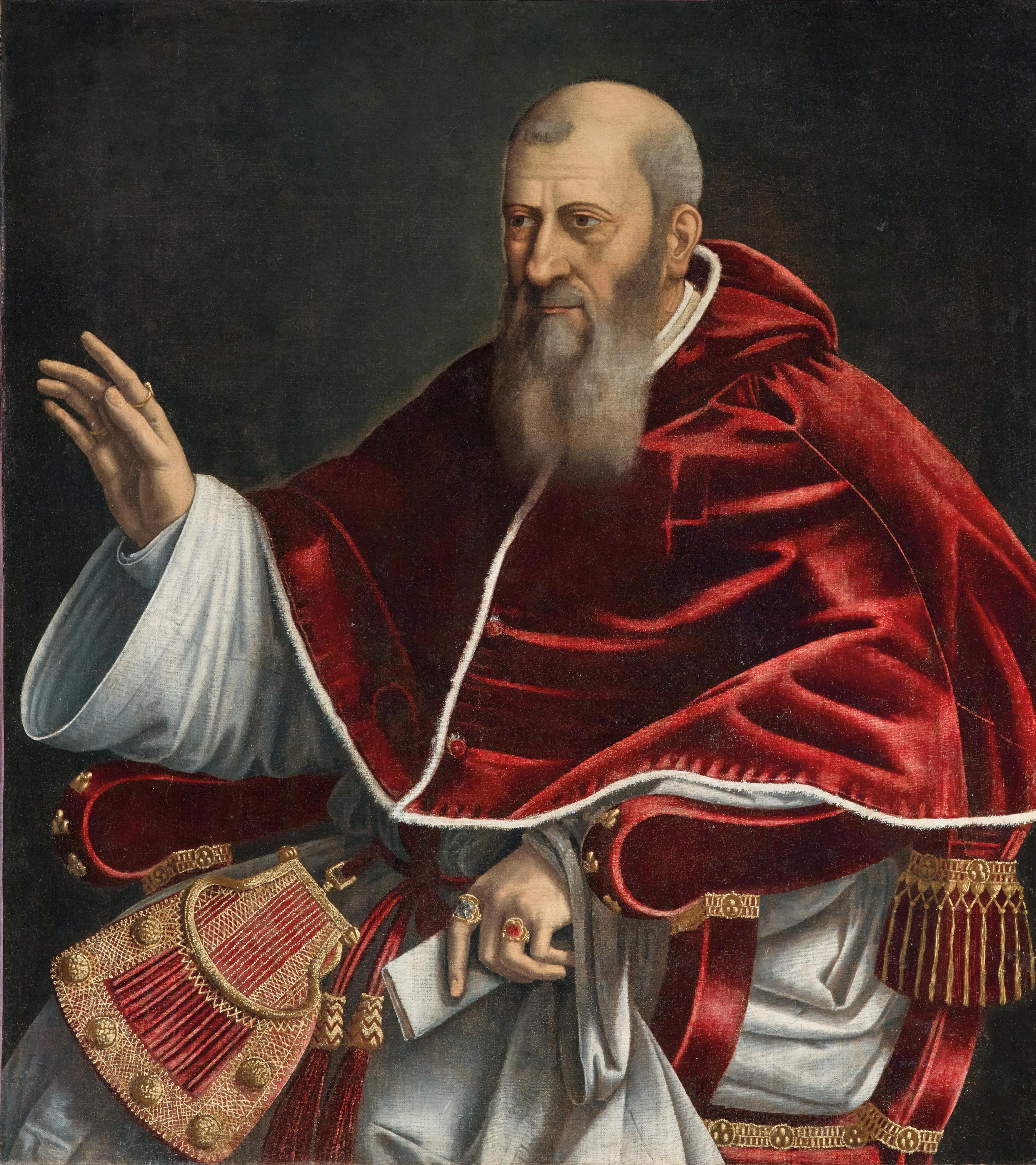
Jules III devient le nouveau pape et se pose en protecteur de Giovanni Pierluigi.

Le 10 novembre 1549, le pape Paul III meurt à Rome à l'âge de quatre-vingt-un ans. L'élection du nouveau pape a lieu le 8 février 1550 seulement : le conclave désigne, à la surprise générale, le cardinal romain Giovanni Maria del Monte, évêque de Palestrina. De nombreuses festivités sont organisées à l'annonce du nouveau pape, qui prend le nom de Jules III. En septembre 1551, Jules III nomme Giovanni Pierluigi à la direction du chœur de la chapelle Giulia de la basilique Saint-Pierre, au Vatican. Ce poste est des plus importants puisqu'il vient juste après celui qui consiste à diriger le chœur pontifical, c'est-à-dire le chœur personnel du pape, qui relève de sa seule autorité contrairement à la chapelle Giulia qui est étroitement liée à la liturgie de Saint-Pierre,,. L'importance de cette chapelle n'a d'égale que celles de Sainte-Marie-Majeure et de Saint-Jean-de-Latran, possédant toutes trois un chœur formé d'adultes et de jeunes garçons, là où la chapelle pontificale possède néanmoins un chœur formé uniquement de chanteurs adultes parmi les meilleurs que l'Europe peut offrir.
La chapelle Giulia est devenue officiellement « chapelle musicale » sur décision du pape Jules II en 1513, après une première tentative infructueuse de Sixte IV de lancer dès 1480 une chapelle chorale composée d'une dizaine de chanteurs attachés à la basilique. L'objectif de ce statut officiel est d'échapper à l'hégémonie des chanteurs étrangers, par ailleurs trop coûteux, et de rechercher et éduquer des voix italiennes, faisant de la chapelle Giulia un nouvel ensemble choral au service de la basilique et un réservoir de talents susceptible d'alimenter la chapelle pontificale. Depuis 1539, les professeurs prestigieux s'y succèdent : d'abord, Giacomo le Flamand, l'un des ténors du chœur, puis le célèbre Jacques Arcadelt (avant de passer rapidement à la chapelle pontificale) dont l'identité est attestée avec une quasi-certitude, le compositeur Rubino Mallapert, Johannes Baptista,, le Bolonais Domenico Mario Ferrabosco, François Roussel (ou Rossello), qui estime grandement Pierluigi, puis à nouveau Rubino Mallapert, qui a été l'un de ses maîtres à Sainte-Marie-Majeure et auquel il succède directement,,.

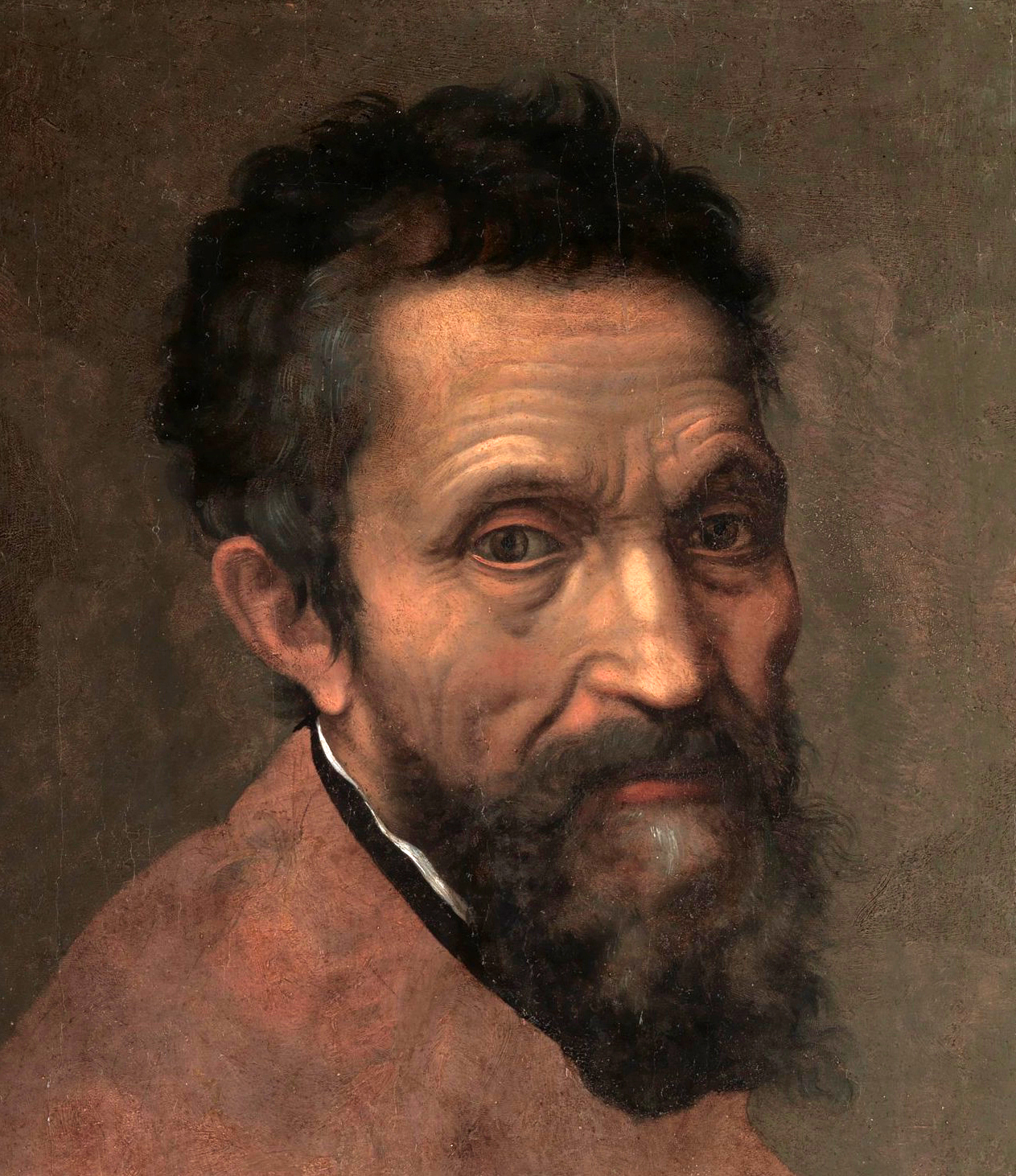
Michel-Ange est responsable des travaux à l'arrivée de Giovanni au Vatican (Daniele da Volterra, vers 1544).

Lorsque Giovanni Pierluigi arrive au Vatican, la charge de l'immense œuvre architecturale revient à Michel-Ange depuis 1547. Il semble que le pape connaisse bien ses talents car, contrairement à son prédécesseur, Giovanni Pierluigi devient directement maître de chapelle sans avoir la charge des enfants, et son nom apparaît en tête de liste des paiements, au dessus de celui du doyen des choristes. Pour assumer ses fonctions, il semble qu'il perçoive la somme de six écus par mois,, et qu'il habite au gymnasium de la chapelle Giulia, une petite construction qui précède l'entrée de la basilique attribuée à la chapelle, à ses maîtres et à l'école des enfants par Paul III pour permettre les répétitions des chanteurs et les études des enfants.
La chapelle a connu des périodes de stabilité avec sept chanteurs professionnels en 1534, puis treize peu après, mais à l'arrivée de Pierluigi elle atteint rapidement entre treize et dix-neuf chanteurs. Peu de documents attestent du niveau des chanteurs qu'il a formés et dirigés. Les Français et les Italiens y sont le mieux représentés, suivis des Flamands, des Espagnols et des Portugais. Parmi eux figurent les soprani Francisco Albucherche et Alessandro Mero, dit « La Viole », qui passe plus tard chez les ténors et y révèle une tessiture exceptionnelle de trois octaves. Ils sont tenus à l'exclusivité de la basilique dont ils dépendent, à l'exception plusieurs fois par an des manifestations musicales organisées par certaines confréries, très actives à Rome.
En dehors des activités à Saint-Pierre, la chapelle Giulia participe tout au long de l'année à de nombreuses célébrations ; le 3 janvier à l'antique église de San Biagio alla Pagnotta, le 31 mars à l'église cardinalice de Santa Balbina (la plus ancienne de la chrétienté), à la basilique San Marco Evangelista al Campidoglio pour les Litanies « majeures » à l'occasion de Pâques (généralement le 25 avril), à San Biagio alla Pagnotta à l'occasion de la Fête-Dieu, le 8 mai à l'église Saint-Michel de Palazzillo, au Vatican, pour l'anniversaire de l'apparition de l'archange saint Michel dans la grotte du mont Gargano, le 24 juin à la chapelle de Saint-Jean-de-Spinelli pour le jour de la Saint-Jean-Baptiste, le 25 juillet à l'église de Saint-Jacques-de-Septignano, le 29 septembre de nouveau à Saint-Michel-de-Palazzillo pour fêter l'anniversaire de la construction de l'église dédiée à l'archange saint Michel, le 25 novembre pour une messe à Sainte-Catherine-de-la-Roue, et enfin le 21 décembre pour célébrer l'arrivée de l'hiver à l'église San Tommaso in Formis.

### Les débuts comme compositeur

#### Premières publications

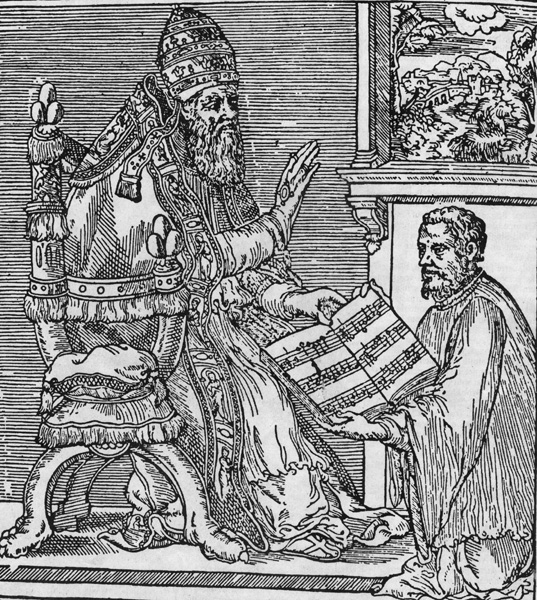
Giovanni Pierluigi da Palestrina présente son œuvre au pape Jules III.

Bien qu'il doive déjà avoir de nombreuses compositions à son actif, sa première œuvre n'est éditée qu'en 1554 (soit trois ans après son entrée à la chapelle Giulia), probablement pour des raisons économiques. Il s'agit d'un premier recueil de messes en latin, dédié à son protecteur le pape Jules III , et intitulé Ioannis Petri Loisij Praenestini in basilica S. Petri de urbe cappellae Magistri Missarum Liber Primus. La première page est illustrée de nombreux instruments, dont un petit orgue portatif, ainsi que des livres imprimés frappés du sceau de l'éditeur et le personnage de Giovanni Pierluigi, agenouillé, offrant au pape assis sur son trône un exemplaire du livre ouvert. Cette gravure est la même, hormis quelques retouches aux visages, que celle utilisée pour l'édition, dix ans plus tôt, du Second Livre de messes de Cristobal de Morales. Le recueil, imprimé par les frères Dorici (parmi les meilleurs imprimeurs italiens de musique), est publié de façon que toutes les parties puissent être lues simultanément et que toutes les voix passent ensemble à la page suivante, à la manière des précieuses partitions chorales manuscrites et enluminées des riches chapelles.
La même année, un petit madrigal à quatre voix, Con dolce altiero ed amoroso cenno est publié dans un recueil de pièces de divers auteurs réunies par Antonio Gardane (ou Gardano), un grand éditeur vénitien. La même année également, Pierluigi est remarqué par un Allemand en pèlerinage à Rome, Matthaeus Rot : de retour dans son pays, le dévot rédige un texte, Itinerarium romanicum anno Domini 1554, dans lequel il fait remarquer qu'il se passe à Saint-Pierre, où Pierluigi dirigeait sans doute ses propres compositions, comme à Saint-Jean, où était présent l'étoile montante de l'école flamande, Roland de Lassus, « d'excellentes choses musicales ».

#### Giovanni Pierluigi devient chanteur pontifical
Au début de l'année 1555, alors que le travail est intense à la chapelle Giulia, le pape Jules III veut répondre à la dédicace que lui a faite Pierluigi : il va à l'encontre des strictes règles établies en 1553 concernant la chapelle pontificale et l'y impose, sans consulter le collège des chanteurs et lui épargnant l'examen d'admission, étape qui exige la pleine maîtrise, en technique et en virtuosité, de la polyphonie et de l'ancien chant grégorien.
Cette intervention peut sembler autoritaire, d'autant que Pierluigi est parfaitement à la hauteur des exigences de l'examen, mais il semble que, si la chapelle pontificale a connu une période glorieuse à l'époque de Paul III, elle est désormais dans un état de décadence, et l'intention du pape est vraisemblablement de l'enrichir en y plaçant de nouvelles têtes telles que Pierluigi, son protégé. Peut-être aussi souhaite-t-il le nommer maître de la chapelle pontificale, une charge qui, néanmoins, n'existe pas encore et n'est que peu souhaitée. Le 13 janvier, Pierluigi entre à la chapelle parmi une grosse trentaine de chanteurs, dont les compositeurs français Carlo d'Argentil, Antonio Normant (dit Loyal), Leonardo Barré, Giovanni Mont, l'Espagnol Bartolomé Escobedo et les Italiens Domenico Ferrabosco et Alessandro Milleville.
Le 23 mars, la mort du pape Jules III est annoncée et porte un coup très dur à Giovanni Pierluigi. Alors que son corps est exposé et transféré à la chapelle Sixtine, il participe aux chants.

#### Le bref règne pontifical de Marcel II

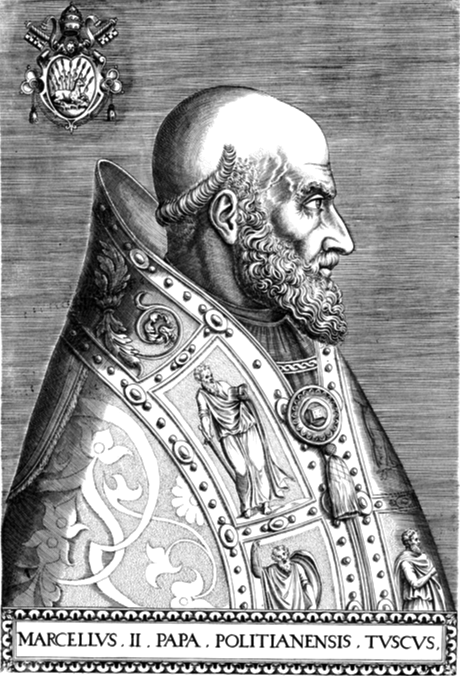
Le pape Marcel II.

Le nouveau pape, Marcel II, jusque-là cardinal de la basilique Sainte-Croix-de-Jérusalem et connu sous le nom de Marcello Cervini, est désigné le 10 avril 1555. Le 12 avril, jour du Vendredi saint, son secrétaire note :

« En ce Vendredi saint, le pape descendit écouter les rites sacrés. Trouvant que ceux-ci n'étaient pas récités par les chanteurs avec la solennité convenable, que les voix et les artifices musicaux exprimaient une trop grande jubilation, parfaitement déplacée en ce jour où, pour célébrer la passion du Christ, il aurait été plus convenable de choisir des chants de désolation propres au pardon des péchés, et ceci dans le lieu où résidaient le chef de l'Église et les représentants consacrés du monde chrétien. Le pape fit venir à lui les chanteurs et leur enjoignit de réciter les mystères de la passion et de la mort du Christ en faisant en sorte que la conduite des voix permette de percevoir clairement le sens des paroles proférées, ce qui fut reçu par les chanteurs avec le plus grand soulagement. »

Le lundi de Pâques, le 15 avril, la chapelle pontificale chante au pape un motet, ce qui prouve qu'elle peut assumer des prestations extraliturgiques. On la voit participer aux obsèques d'un prélat le 29 avril, puis à différentes processions, notamment à Saint-Marc ou lors de la Fête-Dieu. Le 1er mai, le pape Marcel II s'éteint à l'aube. Le 15, les chanteurs, avec le Veni Creator, accompagnent les cardinaux qui entrent en conclave.

#### Congédiement par Paul IV
Le 23 mai 1555, le cardinal napolitain Caraffa devient pape sous le nom de Paul IV. Des rumeurs circulent sur ce qui se murmure dans l'entourage du nouveau pape concernant les chanteurs pontificaux. À partir du 18 juillet, Palestrina est noté malade et le 30, il est exclu par le pape de la chapelle avec Domenico Ferrabosco et Leonardo Barré (en poste depuis respectivement cinq et dix-huit ans), pour la raison qu'ils ont contracté un mariage. Pour les dédommager et respecter le statut qui les nomme à vie, le pape ordonne qu'il leur soit versé chaque mois six écus, à vie. Malgré la véritable raison du renvoi des trois musiciens, le motu proprio du 30 juillet indique qu'ils sont licenciés parce qu'ils ne sont pas reconnus aptes à exercer dans la chapelle en raison de capacités vocales insuffisantes ; il semble que cette accusation d'incompétence ait surtout permis de laver de l'offense les chanteurs non sanctionnés en la rejetant sur ces trois musiciens seuls, alors que Jules III l'avait de son temps reproché à la majeure partie des membres de la chapelle.

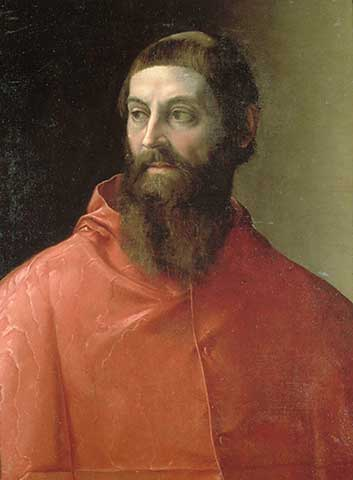
Le cardinal Rodolfo Pio de Carpi, autour duquel règne un climat artistique d'une extrême richesse.

Le Premier Livre de madrigaux à quatre voix est daté de 1555 sans plus de précision. Peut-être son licenciement a-t-il retardé la publication ; en tout cas, il le signe « Giovanni Pierluigi da Palestrina, chanteur à la chapelle de Notre-Seigneur ». Il est édité une nouvelle fois par les frères Dorici, à Rome, et est dédié à Bernardo Acciaioli, membre d'une illustre famille toscane qui vient de connaitre la gloire avec les prédications du dominicain Zanobi Acciaiuoli. Il semble que son éclatante réussite lui ait déjà permis de tisser un réseau de hautes relations. Par ailleurs, la dédicace laisse entendre qu'il travaille chez le puissant cardinal Rodolfo Pio de Carpi, peut-être dans son palais du Champ de Mars ou dans sa villa du Quirinal, qualifiée de « paradis terrestre » pour ses collections d'antiques.
Ce congédiement marque profondément Palestrina qui, licencié de la chapelle pontificale, doit tout recommencer. Bien qu'il continue d'écrire, et que certaines de ses œuvres apparaissent dans des recueils ou anthologies, il ne refait appel à ses éditeurs que six à huit ans plus tard.

### Guerre et incertitude

#### Maître de chapelle à Saint-Jean-de-Latran
La chapelle polyphonique de la basilique Saint-Jean-de-Latran, créée vingt ans plus tôt seulement, a déjà connu de nombreux maîtres : Rubino Mallapert, Roland de Lassus, Paolo Animuccia et enfin Bernardino Lupacchino. Le 25 septembre 1555, Palestrina demande à y devenir maître de chapelle auprès de la chapelle pontificale, la chapelle Giulia étant désormais aux mains du compositeur florentin Giovanni Animuccia (le frère de Paolo). Il exige, pour lui et ses successeurs, d'être engagé en qualité de maître de chapelle et non de magister puerorum, afin d'élever la fonction à un plus haut niveau d'autorité et de dignité. À son arrivée, il semble que la situation administrative du chœur se dégrade depuis un certain temps : en mai, le chanoine et prefet de la chapelle, Giovanni Biondo, a été licencié, et le chœur placé sous l'autorité absolue du cardinal Ranuccio Farnèse. Le nouveau préfet, Paolo Grana, déclare en août avoir l'intention régler le problème des chanteurs. Il est presque certain que Palestrina, licencé à la fin de juillet, l'y a aidé. Le 16 novembre, on demande à Grana et à ses collaborateurs de trouver une solution pour maintenir la chapelle en état sans réduire le nombre de chanteurs. Il semble qu'ils y parviennent, et Palestrina reçoit, avec son salaire pour les derniers jours de décembre, l'intégralité de celui de l'année 1556. Malgré tout, et bien que les salaires soient honorés, la situation générale continue de se dégrader.

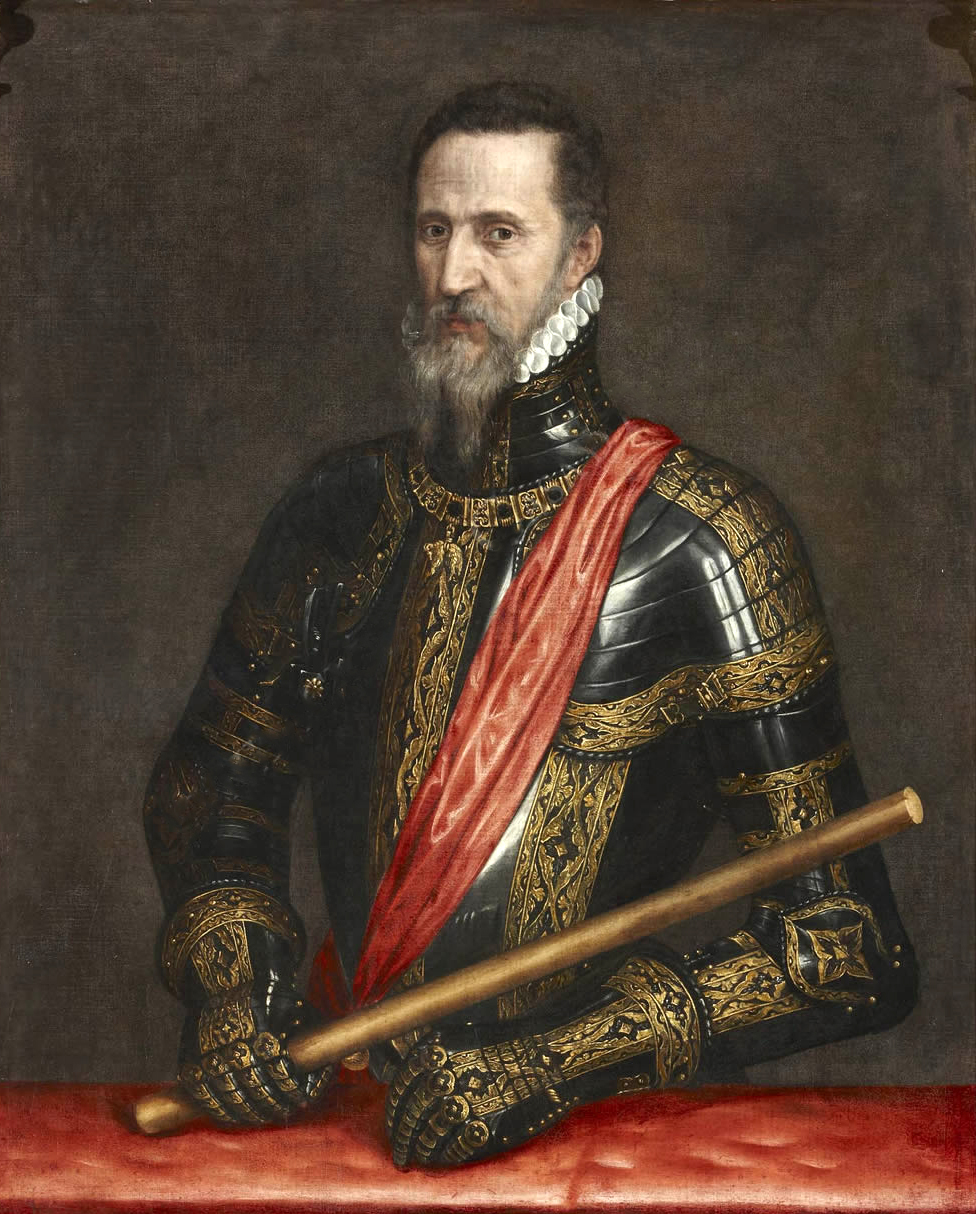
En 1556, Rome est envahie par les troupes du duc d'Albe (Antonio Moro, peinture à l'huile, 1549).

En 1556, Philippe II, fils de Charles Quint, donne l'ordre au gouverneur de Milan, Ferdinand Alvare de Tolède, duc d'Albe, d'envahir les terres pontificales. Le 15 septembre, il arrive à proximité de Rome et contraint la garnison pontificale à se retirer à Paliano. La ville de Rome et les communes voisines de Segni, Palestrina et Valmontone sont assiégées. Le 1er octobre, une tempête s’abat sur la ville assiégée, détruisant une grande partie des terres et de nombreuses habitations, et touchant les anciennes enceintes de la ville qui prennent place notamment à l'endroit de la basilique Saint-Jean de Latran. En 1557, les habitants de la ville de Palestrina, où vit encore le père de Giovanni, sont massacrés et les archives brûlées. En septembre, le duc d'Albe et le cardinal Caraffa se rencontrent et signe un traité de paix. La famille de Giovanni Pierluigi échappe à la guerre. Cette année-là, l'un des plus grands madrigalistes du XVIe siècle, le Flamand Cyprien de Rore, fait publier à Venise son second Livre de madrigaux et y fait figurer une série de quatorze madrigaux du jeune compositeur Giovanni Pierluigi da Palestrina (sous le nom de Giannetto), correspondant à quatorze stances d'un même sonnet du très en vogue Pétrarque, Pace non trovò e non ho da fare guerra. En 1558, son nom apparait également dans un recueil de madrigaux de plusieurs auteurs imprimé par Antonio Barré, nouvel éditeur qui a été l'élève de Pierluigi à la chapelle Giulia. Barré fait lui aussi partie des compositeurs, avec notamment Animuccia, Rossello, Lassus, Lupacchino, Arcadelt, Berchem, Azzaiolo, Giovanni Domenico da Nola, Matelart, Jacques de Wert, et Philippe de Monte.
La guerre ne semble pas avoir affecté les biens de Palestrina qui vend, en 1558 et 1559, des barils de vin au clergé de Saint-Jean-de-Latran. En 1559 advient surtout la naissance de son troisième enfant avec Lucrezia et la mort de son père, Sante Pierluigi.
Le préfet de la basilique, Giacomo Biondo, est destitué peu de temps après l'arrivée de Pierluigi. Mais le nouveau préfet ami de Pierluigi, Attilio Ceci, doit quitter Rome pour quelques mois en juillet 1560. Biondo en profite pour tenter de recouvrer ses responsabilités au sein de l'administration de la basilique et le 20 juillet, on annonce que Biondo et deux autres chanoines pourront licencier des chanteurs afin de réduire les dépenses de la chapelle. Dans une nouvelle réunion le même jour, on annonce que le salaire des maîtres et des professeurs ne seraient plus augmentés. Le 3 août, une nouvelle réunion fait état de la décision de Pierluigi de quitter la basilique avec son fils (ce qui permet de savoir que l'un de ses fils, sans doute l'aîné, Rodolpho, faisait partie du chœur d'enfants). Pierluigi n'a pas admis qu'on refuse d'augmenter le budget alloué à l'entretien et à l'éducation des enfants. Le 28 septembre, Ceci, de retour à Rome, démissionne lui aussi en apprenant le sort réservé à son ami. Sa situation est alors très précaire : en plus de son travail, il perd probablement son logement de fonction. Il est possible qu'il retourne vivre à Palestrina dans la maison de son père, mort récemment, pour laquelle il doit par ailleurs assumer des obligations fiscales. Au début de 1561, sa situation financière semble donc très compliquée, bien que l'éditeur Antonio Gardano publie un nouveau recueil de madrigaux, le Troisième Livre des Muses à Cinq voix (comportant également un madrigal à six voix et un « Dialogue » à huit), dans lequel figurent sept madrigaux de Pierluigi,.

#### De retour à Sainte-Marie-Majeure, comme maître de chapelle
Le 1er mars 1561, le collège de chanoines de Sainte-Marie-Majeure, qui souhaitaient vivement son retour, vingt ans après son étude en tant qu'enfant de chœur, le nomme maître de chapelle à l'unanimité. Il dispose d'un logement de fonction et d'un salaire mensuel de 16 écus, qui incluent les frais d'entretien et d'instruction de quatre enfants dont il a la charge. La discipline à Sainte-Marie-Majeure laisse à désirer et les absences sont très régulières, ce que fait remarquer Pierluigi aux chanoines : des pénalités sont mises en place pour toute transgression à la règle, sur le modèle de Saint-Jean-de-Latran. La chapelle doit, tout comme à la Vaticane, assurer des prestations extérieures.
En 1562, le cardinal Othon Truchsess de Waldbourg lui commande une messe à six voix qu'il adresse en novembre au duc de Bavière Albert V. Benedicta es est composée sur le célèbre motet de Josquin des Prés.
Peut-être en 1563, Palestrina fait publier son Premier Livre de motets, dans lequel figurent des compositions pour l'ensemble des fêtes religieuses et des commémorations d'un cycle liturgique d'une année entière et qui représente le travail de plusieurs années.

### Le concile de Trente et le débuts des années fastes

#### Le concile de Trente
Palestrina avait également appliqué les réformes décidées par le concile de Trente : les cardinaux Charles Borromée et Vitellozo Vitelli, réunis pour réviser les statuts de la chapelle pontificale, avaient voulu obtenir l'intelligibilité des paroles et une musique en rapport intime avec le texte.

### La fin de vie

#### La mort
Il est inhumé dans la basilique Saint-Pierre de Rome.

## Œuvre
Palestrina a composé plus de 100 messes, 2 Stabat Mater dont 1 à 8 voix et l'autre à 12 voix, près de 250 motets (à 2, 3, 4, 5, 6, 7 et 8 voix) dont 29 sur le Cantique des cantiques, plus de 140 madrigaux profanes et spirituels, ainsi que de nombreuses autres œuvres religieuses. Palestrina a donc écrit en tout près de 650 œuvres.

### Contexte musical dans l'Europe du milieu duXVIesiècle
Palestrina, au début de sa carrière, est en présence de formes d'expression déjà fortement évoluées, développées notamment par des musiciens tels que Pérotin le Grand, Guillaume de Machaut, Guillaume Dufay, mais surtout Josquin des Prés, qui est le musicien prédominant en Europe avant son arrivée.
Pour le compositeur « moderne » du milieu XVIe siècle, la musique reste très solidement fondée sur les bases de l'ancien chant grégorien, de nature monodique. Par la suite, des lignes mélodiques en quinte, quarte et octave presque identiques et simultanées sont venues se superposer et produire une harmonie, intervalles qu'on réserva plus tard aux seuls débuts et fins des mélodies accompagnées en privilégiant une harmonie plus douce à base de tierces et de sixtes, le faux-bourdon, dont la forme sera fixée notamment par la contribution des Anglais.
Les musiciens franco-flamands, dont l'art influencera l'Europe entière et donnera naissance à la polyphonie, imaginent également de développer sur la base grégorienne une ou plusieurs voix, non plus simultanément mais selon des lignes mélodiques autonomes qui se rapprochent ou s'éloignent verticalement du tracé grégorien et créent des effets nouveaux riches de possibilités. Giovanni Pierluigi a étudié, à Sainte-Marie-Majeure, avec des professeurs franco-flamands maîtres dans cet art. Par ailleurs, les Flamands n'hésitent pas à utiliser les chansons populaires, qui sont particulièrement florissantes chez les compositeurs français, y compris dans leurs pièces religieuses. Apparait ensuite, alors qu'on parvient à la limite extrême du genre, le style fugué. Il consiste à faire entrer des voix successivement, à des distances verticales différentes, et après que la voix précédente a exposé son propre motif et entamé son développement. Ce style sophistiqué aboutit parfois à des procédés très complexes, qualifiés d'« aberrations » par le biographe Lino Bianchi.
Roland de Lassus, un contemporain de Palestrina, est quant à lui responsable de la synthèse de l'art franco-flamand, porté notamment par Josquin des Prés, et le style italien.

### Messes

#### Considérations générales sur les messes
Parmi les cent-quatre messes (de quatre à huit voix) dont Palestrina est l'auteur, quarante-trois sont construites sur un « cantus firmus », par exemple la Missa Aeterna Christi Munera (Messe « Les Présents éternels du Christ »), la Missa Iste Confessor (Messe « Ce Confesseur »), la Missa Ecce sacerdos magnus (Messe « Voici le grand prêtre »), et les messes Veni Creator, Lauda Sion, Regina Cœli, etc.. 
Trente autres messes sont construites sur des fragments de motets ou sur des madrigaux de Palestrina ou d'auteurs contemporains (par ex. Tu es Petrus, Assumpta est, O magnum mysterium, O sacrum convivium, et Io mi son giovinetta (« Je suis une jeune fille »), sur un madrigal célèbre de Domenico Ferrabosco). Quatre autres le sont sur des chansons populaires, comme L'Homme armé, Je suis déshéritée, et la Missa Papae Marcelli (« Messe du Pape Marcel »), sans doute la plus connue de ses messes et qui était habituellement chantée lors de la cérémonie de couronnement des papes. Cinq autres sont écrites en canon, comme la messe Ad fugam qui réalise un tour de force contrapuntique avec ses deux canons à la quarte superposés. Les autres messes sont composées sur des thèmes originaux, ou d'auteurs inconnus, comme la messe Quando lieta sperai (« Quand, joyeuse, tu espères »), ou la messe Quale è il più grand' amor (« Quel est le plus grand amour »).

#### Livres de messes
Les quatre premières messes du premier recueil sont à quatre voix, et la dernière est à cinq voix. La première messe du premier recueil, publié en 1554 et dédié au pape Jules III, est nommée Ecce sacerdos magnus, elle est composée dans le style flamand tardif mais empreinte d'une expression déjà personnelle :

« [...] à certains moments, il semble s'éloigner du cantus firmus, à d'autres, très brefs, il se laisse au contraire porter par la douceur de la mélodie grégorienne, puis il se reprend, redevient lui-même, faisant succéder au cri le murmure de la soumission, élevant très haut le chant d'incantation pour revenir à une plus grande intimité, passant enfin de l'improvisation aux rythmes syncopés ou à la cadence les plus strictes. »

— Lino Bianchi
Les trois messes suivantes, O regem caeli, Virtute magna et Gabriel Archangelus, sont composées d'après des motets homonymes empruntés à Andreas de Silva, Roland de Lassus et Philippe Verdelot, dont Palestrina a prélevé des fragments, ce qui est une pratique courante à l'époque, qui permet à la musique de s'affranchir des contraintes du style fugué. Les paroles des motets sont remplacées par le texte de la messe. L'« originalité de l'esprit palestrinien », dans de brefs instants de la partition et notamment dans la conduite des développements, est déjà présente.
Le nom de la dernière messe, Ad coenam Agni providi, est identique à celui d'un ancien hymne grégorien auquel elle emprunte quatre thèmes, et dont les paroles sont là encore remplacées par le texte de la messe. Parmi les cinq voix qui la composent, deux voix sont développées en intervalles de quintes selon le procédé de l'imitation, et les voix restantes s'y insèrent avec plus de liberté.
Le second livre de messes, qui parait en 1567, contient notamment la Messe du Pape Marcel, qui est sans conteste l'œuvre la plus célèbre de Palestrina.

#### Les messes de Mantoue
Les messes de Mantoue, mises à jour au XXe siècle, sont publiées pour la première fois en 1954 dans les volumes 18 et 19 de l'édition complète de l'œuvre de Palestrina. Comme l'avait souhaité le duc de Mantoue, ces messes sont toutes fuguées et basées sur les thèmes du plain-chant grégorien. Le plain-chant devait être chanté à l'unisson, en alternance avec les passages polyphoniques.

### Motets
Son Premier Livre de motets semble communiquer une volonté constante d'ascèse, intensément contemplative.

### Publications éparses
En 1554, l'année de publication du premier recueil de messes de Palestrina, parait également un petit madrigal à quatre voix, Con dolce altiero ed amoroso cenno dans un recueil de pièces de divers auteurs réunies par Antonio Gardano.
Dans son Premier Livre de magrigaux, publié l'année suivante, le compositeur choisi des poèmes de Pétrarque, Pietro Bembo, Boccace et de quelques autres auteurs anonymes. Les six derniers sont conçus comme un petit poème dont chaque pièce est comme l'une des stances.
En 1558, Antonio Barré (un ancien élève de Pierluigi à la chapelle Giulia) publie un recueil d'œuvres de nombreux compositeurs dont Palestrina, nommé Secondo Libro delle Muse, a quattro voci. Sa première canzone est une suite de cinq madrigaux composés sur Chiare, fresche et dolci acque, la plus célèbre canzone de Pétrarque. Figurent ensuite un madrigal, Se da' soavi accenti, et une canzone en quatre couplets, Voi mi poneste in foco, composée sur des textes anonymes.
Un gentilhomme musicien de Mantoue, Alessandro Striggio, fait publier par Girolamo Scotto en 1560 un madrigal commandé à Palestrina, Donna bella e gentil che il nome avete, dans un recueil de ses propres compositions.

### Style et influence
Palestrina voyait en Jacques Arcadelt un modèle de langage et de forme, et son œuvre est très présente dans la musique qu'il prédestine à ses choristes dans ses dernières années d'activité à la chapelle Giulia.
Dix ans avant la publication de son Premier Livre de magrigaux (1555) dans lequel le compositeur reprend partiellement le procédé, Jacques du Pont met en musique l'intégralité des cinquante Stances de Pietro Bembo : selon Lino Bianchi, cet évènement, qui marque une étape importante dans l'histoire des liens qu'entretient la musique avec la création poétique, marque profondément Palestrina « par l'ampleur et la puissance de l'entreprise » et « dans une certaine mesure forge[] son style ». Par ailleurs, entre la première réédition de son Livre de magrigaux en 1568 et sa huitième en 1605 lui est ajouté un madrigal, Quai rime fur si chiare, qui contient une louange de Palestrina à Francesco Rossello, le présentant comme « inimitable, inspiré par le ciel ».
Dans la dédicace de son Premier Livre de motets, Palestrina affirme avoir la volonté de « laisser à l'humanité entière le témoignage de ce [qu'il] doi[t] au meilleur des maîtres ».

## Personnalité
Sante Pierluigi, son père, a fortement influencé le caractère de Giovanni par son courage et sa sagesse, en particulier lorsqu'il a été question de faire face aux contingences familiales et financières, doublées de ses occupations de maître de chapelle et de compositeur. Il est décrit comme un père « attentif et avisé », et Giovanni adopte plus tard la même attitude, « faite de rigueur et de vigilance », envers ses enfants et ses jeunes frères,. Le jeune homme a un désir évident de prodiguer ses talents partout où ils apparaissent nécessaires. L'historien Leonardo Cecconi écrit : « On raconte que demeurant à Palestrina, il ne négligea jamais de se rendre le samedi soir en l'église des Carmélites pour y accompagner à l'orgue les litanies à la Vierge, ou les jours de fêtes solennelles à la cathédrale pour y chanter la messe et les vêpres [...] ». Malgré cette dévotion apparente du jeune homme d'alors, Palestrina est décrit comme ayant une forte personnalité.
Au cours des années 1544 et 1545, Palestrina aurait acquis la réputation d'un homme dont l'ambition pouvait s'avérer dangereuse, ce qui n'aurait pas convenu au compositeur et chanteur pontifical espagnol Cristobal de Morales, qui dénonce cette attitude dans la préface de son second Livre de messes adressé à son protecteur le pape Paul III. Cette jalousie trop ouvertement affichée lui aurait valu en 1545 une demande de congé suivi d'un déménagement à Tolède la même année. Selon le biographe Lino Bianchi, « ce type d'accusation relève d'une pratique courante, typique de l'atmosphère qui régnait alors dans les hautes sphères des églises, et plus encore dans l'entourage de la cour pontificale », qui n'autorise en rien de souscrire à une telle critique, d'autant qu'« elle concerne un Palestrina de dix-neuf ans qui en est à ses débuts dans la cathédrale de la ville et dont l'avenir semble assuré ».
Les années d'apprentissage de Giovanni sont intenses et studieuses, ce qu'il ne manque pas de rappeler dans les dédicaces de ses œuvres. Pour Lino Bianchi, lorsque Giovanni Pierluigi est nommé, « de façon spectaculaire », maître de chapelle à Saint-Pierre de Rome en 1551, et alors qu'il est déjà très estimé tant pour sa compétence que par l'ascendant exercé par sa musique, bien qu'il se trouve dans un contexte d'expression artistique très stimulant, « il le v[it] sans s'en ouvrir à quiconque » car « seule importait pour lui l'action immédiate. » Par ailleurs, cette volonté d'accomplissement dans le présent « s'accompagn[e] d'une authentique prédisposition à la contemplation intérieure qui se traduis[] d'instinct dans l'expression liturgique », « moins dans la parole que dans la ferveur d'un homme tout entier acquis à son Dieu, le servant avec une allégeance absolue dans chaque aspect de la vie intérieure et extérieure ». Il accorde une importance capitale à l'édition de ses œuvres et à leur présentation.
Palestrina se trouve affecté de son départ forcé de la chapelle pontificale et en garde des traces qui le poussent à saisir la moindre occasion susceptible d'améliorer sa situation professionnelle.
De forte sensibilité, il est décrit comme étant incapable de supporter la médiocrité, l'étroitesse d'esprit ou la malveillance, ce qui explique les décisions prises à l'improviste et les brusques changements de cap. Il a la ferme volonté de voir son œuvre éditée dans son intégralité.

## Postérité

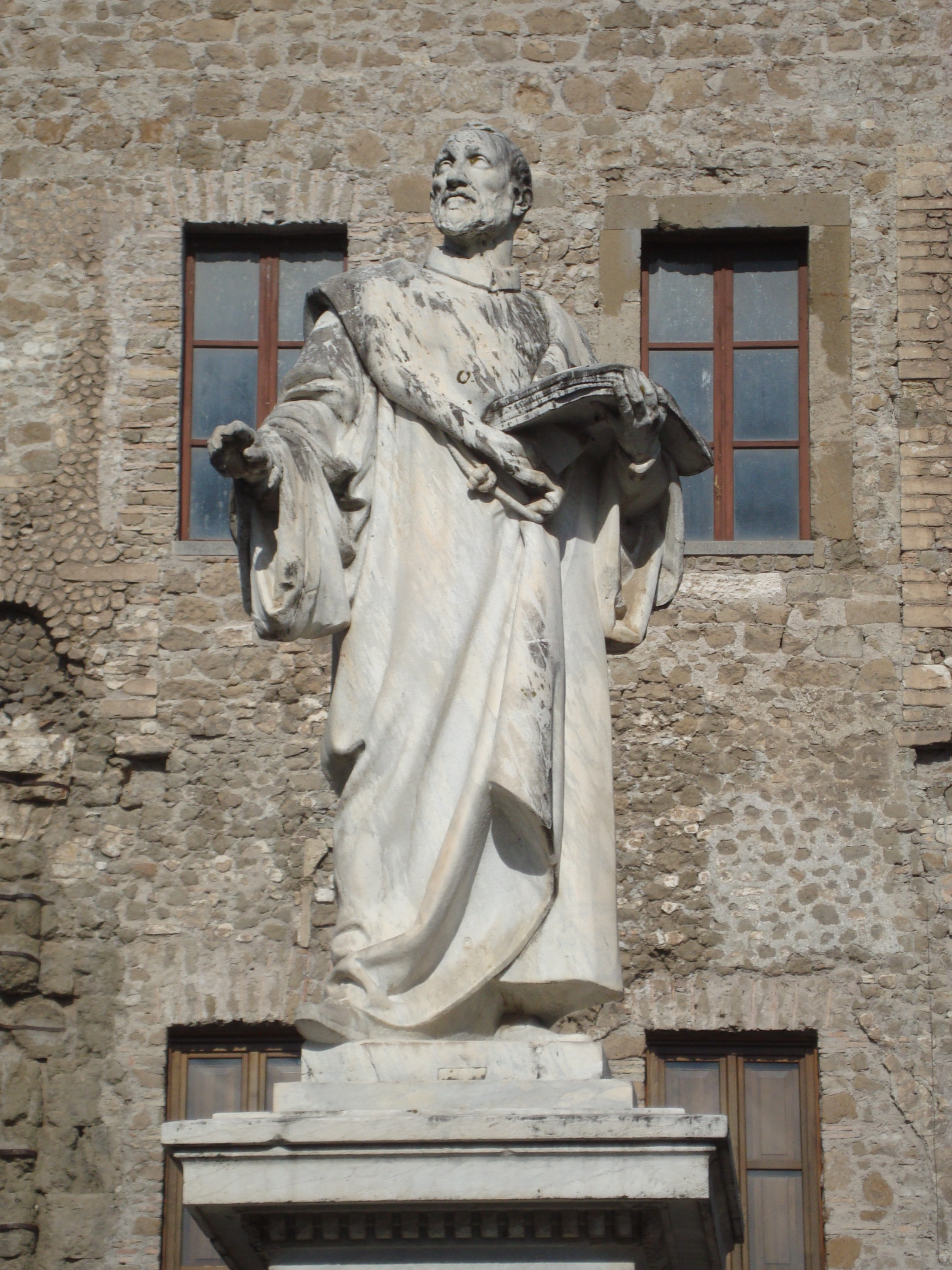
Statue de Palestrina sur la place de sa ville natale.

### Palestrina en son temps
Palestrina est reconnu et immensément admiré par tous les musiciens de son temps.

### La «légende palestrinienne»
Au XIXe siècle, Victor Hugo et une certaine mentalité romantique le considéreront, avec une emphase coutumière aux auteurs de cette période, comme le père de toute la musique sacrée catholique, sinon chrétienne. Au tout début du XXe siècle (dans la lettre Motu proprio de 1903), le Vatican en fera une référence pour les compositions musicales religieuses. Plusieurs musiciens s'inspirèrent de l'esprit (et parfois de la lettre) de ces directives établies en collaboration avec le compositeur Lorenzo Perosi. En toute logique, cette lettre affirme au préalable que le chant grégorien doit retrouver sa place dans les églises catholiques. Comme tant d'autres à cette époque, Palestrina avait utilisé des teneurs grégoriennes comme principe d'écriture (comme « cantus firmus ») dans nombre de ses compositions musicales. Ses messes-parodies reprenaient elles aussi les habitudes de l'époque (cette dénomination signifiait simplement qu'elles développaient un motet, ou un fragment de motet, et non plus une simple teneur).
Palestrina 1909-1915 est la principale œuvre dramatique du compositeur et chef d'orchestre allemand Hans Pfitzner. Cette œuvre en trois actes fut créée à Munich en 1917 par Bruno Walter.

### Discographie sélective
- Lamentations, Livre II, Cinquecento. CD Hyperion 2018. Diapason d'or
- Missa Viri Galilaei, Motet Viri Galilaei et Magnificat Primi Toni par l'Ensemble vocal européen de la Chapelle royale et l'Ensemble Organum, CD Harmonia Mundi 1992

### Hommages cinématographiques
Le film Palestrina - Prince de la Musique (2009), réalisé par Georg Brintrup et produit par ZDF et ARTE en 2009 a pour sujet la vie et l’œuvre du compositeur.

### Autres hommages
Sont nommés en son honneur :
- le glacier Palestrina, en Antarctique ;
- l'astéroïde (4850) Palestrina, découvert en 1973[71].